# Marek Sawicki
Marek Wacław Sawicki (ur. 8 kwietnia 1958 w Sawicach-Dworze) – polski polityk i inżynier rolnik, poseł na Sejm II, III, IV, V, VI, VII, VIII, IX i X kadencji (od 1993), minister rolnictwa i rozwoju wsi (2007–2012, 2014–2015), marszałek senior Sejmu X kadencji.

## Życiorys
Syn Stanisława i Jadwigi. Ukończył Technikum Rolnicze w Sokołowie Podlaskim, a w 1983 studia na Wydziale Rolniczym Wyższej Szkoły Rolniczo-Pedagogicznej w Siedlcach. W 1997 ukończył studia podyplomowe w zakresie wspólnotowego prawa rolnego w Instytucie Prawa Rolnego Polskiej Akademii Nauk. W 2006 uzyskał w Akademii Podlaskiej w Siedlcach stopień naukowy doktora na podstawie rozprawy doktorskiej poświęconej uprawie ziemniaka.
W latach 1983–1986 był asystentem w Wyższej Szkole Rolniczo-Pedagogicznej w Siedlcach. Od 1987 do 1988 pracował jako inspektor w cukrowni w Sokołowie Podlaskim. W latach 1989–1990 był nauczycielem w Zespole Szkół Rolniczych w Sokołowie Podlaskim. W latach 1990–1996 pełnił urząd wójta gminy Repki, do 1994 zasiadał także w radzie gminy. W latach 1996–1997 pełnił w rządzie Włodzimierza Cimoszewicza funkcję sekretarza stanu w Ministerstwie Łączności, pełnomocnika rządu ds. telekomunikacji na wsi. Jest właścicielem indywidualnego gospodarstwa rolnego.
Od 1985 członek Związku Ochotniczych Straży Pożarnych, zasiadał w prezydium zarządu wojewódzkiego ZOSP. Od 1988 należał do Zjednoczonego Stronnictwa Ludowego, a od 1990 jest członkiem Polskiego Stronnictwa Ludowego. Od 1997 był wiceprezesem Naczelnego Komitetu Wykonawczego PSL, następnie sekretarzem Rady Naczelnej PSL. W 2008 został ponownie wiceprezesem NKW partii (zajmował to stanowisko do 2012), a w 2015 wiceprzewodniczącym Rady Naczelnej PSL (pełnił tę funkcję do 2022).
W 1993 i 1997 wybierany na posła z okręgu nr 39. W 2001 i 2005 uzyskiwał mandat z okręgu nr 18. W 2004 bezskutecznie kandydował do Parlamentu Europejskiego.
W wyborach parlamentarnych w 2007 po raz piąty uzyskał mandat poselski, otrzymując 10 995 głosów. 16 listopada 2007 objął urząd ministra rolnictwa i rozwoju wsi w pierwszym rządzie Donalda Tuska. W wyborach w 2011 po raz szósty wybrano go do Sejmu, dostał 23 901 głosów. W drugim rządzie Donalda Tuska zachował stanowisko ministra rolnictwa i rozwoju wsi.
16 lipca 2012 media ujawniły nagranie rozmowy między byłym prezesem ARR Władysławem Łukasikiem i prezesem kółek rolniczych Władysławem Serafinem, w której pierwszy z nich sugerował m.in. nepotyzm i niegospodarność w spółkach Skarbu Państwa, jakich mieli się dopuszczać działacze PSL uznawani za związanych z Markiem Sawickim. Marek Sawicki odrzucił te zarzuty, domagając się postępowań celem ich wyjaśniania i zapowiadając złożenie dymisji, co uczynił 18 lipca 2012. 26 lipca 2012 został odwołany przez prezydenta Bronisława Komorowskiego ze stanowiska ministra rolnictwa i rozwoju wsi. 14 marca 2014 Naczelny Komitet Wykonawczy Polskiego Stronnictwa Ludowego zatwierdził jego kandydaturę na stanowisko ministra rolnictwa i rozwoju wsi. 17 marca 2014 objął po raz drugi ten urząd w drugim rządzie Donalda Tuska.
22 września 2014 ponownie powołany na ten urząd w rządzie Ewy Kopacz. W 2015 z powodzeniem ubiegał się o poselską reelekcję (dostał 11 892 głosy). 16 listopada 2015 zakończył pełnienie funkcji ministra. W Sejmie VIII kadencji został wiceprzewodniczącym Klubu Parlamentarnego PSL, a następnie (w lutym 2018) Klubu Poselskiego PSL-UED. W 2019 został wybrany na kolejną kadencję Sejmu, otrzymując 18 950 głosów.
W wyborach w 2023 został wybrany do Sejmu X kadencji z ramienia współtworzonej przez ludowców Trzeciej Drogi (dostał 25 534 głosy). 7 listopada tego samego roku prezydent Andrzej Duda wyznaczył go na marszałka seniora Sejmu X kadencji. W Sejmie został także przewodniczącym Komisji do Spraw Kontroli Państwowej.

## Życie prywatne
Na początku lat 80. zawarł związek małżeński z Wiesławą, z którą ma dwie córki i syna.

## Wyniki w wyborach ogólnopolskich
| Wybory | Komitet wyborczy                 | Komitet wyborczy           | Organ            | Okręg           | Wynik          |
| ------ | -------------------------------- | -------------------------- | ---------------- | --------------- | -------------- |
| 1993   |                                  | Polskie Stronnictwo Ludowe | Sejm II kadencji | nr 39           | 5057 (2,27%)   |
| 1997   | Sejm III kadencji                | Polskie Stronnictwo Ludowe | 8741 (4,13%)     | nr 39           |                |
| 2001   | Sejm IV kadencji                 | Polskie Stronnictwo Ludowe | nr 18            | 6543 (1,97%)    |                |
| 2004   | Parlament Europejski VI kadencji | Polskie Stronnictwo Ludowe | nr 5             | 3946 (1,15%)    |                |
| 2005   | Sejm V kadencji                  | Polskie Stronnictwo Ludowe | nr 18            | 6527 (2,19%)    |                |
| 2007   | Sejm VI kadencji                 | Polskie Stronnictwo Ludowe | nr 18            | 10 995 (2,98%)  |                |
| 2011   | Sejm VII kadencji                | Polskie Stronnictwo Ludowe | nr 18            | 23 901 (6,98%)  |                |
| 2015   | Sejm VIII kadencji               | Polskie Stronnictwo Ludowe | nr 18            | 11 892 (3,17%)  |                |
| 2019   | Sejm IX kadencji                 | Polskie Stronnictwo Ludowe | nr 18            | 18 950 (4,18%)  |                |
| 2023   |                                  | Trzecia Droga              | nr 18            | Sejm X kadencji | 25 534 (4,73%) |